# شون كولسون
شون كولسون (بالإنجليزية: Sean Colson) مواليد 1 يوليو 1975 في فيلادلفيا، هو لاعب كرة سلة أمريكي سابق. بدأ مسيرته الاحترافية في سنة 1998. يبلغ طوله 6 قدم 0 بوصة (1.8 م). اعتزل اللعب في 2010.

## المسيرة الاحترافية
لعب مع أتلانتا هوكس في سنة 2001، ثم لعب مع هيوستن روكتس في سنة 2001، ثم لعب مع روزيتو شاركز في الدوري الإيطالي في سنة 2002.

## روابط خارجية
- شون كولسون على موقع إن بي أي (الإنجليزية)
- شون كولسون على موقع سبورتس رفرنس (الإنجليزية)
- شون كولسون على موقع كرة السلة الأوروبية.كوم (الإنجليزية)
- شون كولسون على موقع كلية كرة السلة في سبورتس رفرنس.كوم (الإنجليزية)
- شون كولسون على موقع ريلجم (الإنجليزية)
- شون كولسون على موقع بروبوليرز (الإنجليزية)
- شون كولسون على موقع سبورتس رفرنس (الإنجليزية)
- شون كولسون على موقع سبورتس رفرنس (الإنجليزية)